# 莫科卡
莫科卡是巴西圣保罗州的一个市镇。总面积854.074平方公里，总人口68718人，人口密度80.5人/平方公里。